# Gyula (prenume)
Gyula este un vechi nume masculin maghiar. Cuvântul comun are origini bulgaro-turcești, provenind din titlul de onoare "jula ~ gyula", care înseamnă "torță". Gyula a fost al doilea demnitar principal al maghiarilor din perioada cuceririi. În sistemul de conducere dual, gyula deținea puterea reală, ocupând funcțiile de judecător șef și comandant șef. Titlul de onoare gyula a devenit rapid un nume personal. În sursele scrise din sfârșitul secolului al X-lea și începutul secolului al XI-lea, apar deja variații de forme precum Giula, Geula, Gula, Iula. Din secolul al XVI-lea devine tot mai rar, apoi dispare aproape complet. Numele Gyula a redevenit popular în secolul al XVIII-lea și al XIX-lea. În secolul al XIX-lea, numele a fost greșit identificat cu numele latin Julius.

## Purtători celebri
- Gyula Andrássy (1823-1890), politician
- Gyula Breyer (1893-1921), campion de șah
- Gyula Bóbis (1909-1972), atlet
- Gyula Farkas (1847-1930), fizician și matematician
- Gyula Grosics (* 1926), fotbalist
- Gyula Grosz (1878-1959), medic
- Gyula Gömbös (1886-1936), general
- Gyula Horn (* 1932), politician
- Gyula Károlyi (1871-1947), politician
- Gyula Kellner (1871-1940), atlet
- Gyula Kluger (1914-1994), campion de șah
- Gyula Lóránt (1923-1981), fotbalist și antrenor de fotbal
- Gyula Toth (* 1941), fotbalist
- Gyula Trebitsch (* 1914-2005), producător de film
- Gyula Zsengellér (1915-1999), fotbalist
- Gyula Zsivótzky (1937-2007), aruncător cu ciocanul